# BuZa (televisieserie)
BuZa is in het seizoen 2021-2022 een Nederlandse dramaserie van de publieke omroep BNNVARA over een minister van Buitenlandse zaken van Nederland, Maarten Meinema, gespeeld door Kees Prins, en de medewerkers op zijn ministerie.
Meinema is naar Nederland gehaald om de plotseling overleden minister per direct op te volgen. Omdat hij lang buitenslands is geweest moet hij nog wennen aan de politiek en aan de ambtelijke mores op het ministerie. De voorgangers van Maarten Meinema hebben verschillende politieke lijken in de kast achtergelaten, die er nu een voor een uitvallen. Daarbij wordt Meinema geplaagd door persoonlijke problemen, zoals zijn alcoholgebruik dat hij sinds de dood van zijn vrouw moeilijk kan beheersen.
Saskia Temmink kreeg voor haar rol in BuZa een nominatie voor het Gouden Kalf voor de beste bijrol.
De regisseur en schrijver Frank Ketelaar had voor het maken van deze serie contact met oud-ministers en voormalig woordvoerders, onder wie Ben Bot en Job Frieszo.

## Rolverdeling
- Kees Prins - Maarten Meinema (minister van Buitenlandse Zaken)
- Saskia Temmink - Simone, de overleden vrouw van Meinema
- Sanne Samina Hanssen - Monique Ruyter, woordvoerder van Meinema
- Werner Kolf - Raoul Dubois, persoonlijk assistent van Meinema
- Sytske van der Ster - Joekenel Brinkhuis, medewerker op BuZa
- Menno van Beekum -  Louis Houtkoper, directeur-generaal Politieke Zaken op BuZa
- Jacob Derwig  - premier Laurens Hamming
- Freek Bartels - Rutger van Loo, fractievoorzitter van de partij van Meinema
- Delilah van Eijck - Esther de Brouwer, ambassadeur in Santa Luca

## Afleveringen
1. De perfecte kandidaat
2. Rood of groen
3. Alles lekt uit
4. Lastig maar niet onmogelijk